# Ultralanger GRB
Ein Ultralanger GRB (englisch Ultra-long Gamma Ray Burst) ist ein Gammastrahlungsausbruch in kosmischer Entfernung mit einer Dauer von mehr als 10.000 Sekunden. Die Trennung der Ultralanger GRBs von den normalen Gamma Ray Bursts ist überwiegend theoretisch motiviert, da die bisherigen Ausbruchsmodelle das Verhalten der ultralangen GRBs nicht wiedergeben können.

## Eigenschaften
Gamma Ray Bursts sind die energiereichsten bekannten Explosionen im Weltall. Entsprechend der Dauer der Gammastrahlungsausbrüche werden sie meist in zwei Gruppen eingeteilt. Bei den kurzen GRBs ist 90 Prozent der emittierten Gammastrahlung innerhalb von weniger als zwei Sekunden nachweisbar, während bei den langen GRBs die Dauer von 90 Prozent der beobachteten Gammastrahlung zwischen 2 und einigen 1.000 Sekunden liegt. Die Einteilung in lange und kurze Gamma Ray Bursts spiegelt wahrscheinlich auch einen unterschiedlichen Explosionsmechanismus wider. Während die kurzen GRBs zum Zeitpunkt der Verschmelzung zweier Neutronensterne entstehen, werden die langen GRBS mit dem Kollapsar-Modell erklärt, wonach ein ultra-relativistischer Jet bei einer Stripped-Envelope Supernova in einem Wolf-Rayet-Stern entsteht und auf die Erde ausgerichtet ist.
Fast alle ultralangen Gamma Ray Bursts zeigen ein Nachleuchten im Bereich der Röntgenstrahlung über einige Tage bis Wochen. Dieses Nachleuchten wird überwiegend interpretiert als eine Wechselwirkung zwischen der im Jet auf annähernd Lichtgeschwindigkeit beschleunigten Materie und dem Zirkum-Burst-Material. Durch die Wechselwirkung bildet sich eine Stoßfront, die sich in der Materie ausbreitet und mittels Brems- und Synchrotronstrahlung elektromagnetische Strahlung emittiert.
Das Spektrum der ultralangen Gamma Ray Bursts unterscheidet sich nicht von den Spektren langer GRBs. Auch die Gamma-Lichtkurve zeigt die große Diversität im Strahlungsverlauf wie er für Gamma Ray Bursts charakteristisch ist. Allerdings ist die Lichtkurve im Röntgenbereich und im Optischen nicht korreliert im Gegensatz zu normalen GRBs. Die ultralangen GRBs scheinen überwiegend in blauen kompakten Galaxien aufzutreten. Dabei handelt es sich um eine Untergruppe der Zwerggalaxien, in denen eine hohe Sternentstehungsrate vorliegt.

## Mögliche Entstehungsmechanismen für ultralange Gamma Ray Bursts
- Zerstörung eines Weißen Zwerges durch Gezeitenkräfte im Gravitationsfeld eines Schwarzen Lochs. Demnach würde es sich bei den ultralangen GRBs um eine spezielle Form eines Tidal Disruption Events handeln.
- Eine Modifikation des Kollapsar-Modells, wonach die Supernovaexplosion nicht in einem Wolf-Rayet-Stern stattfindet, sondern ihren Ursprung in einem Blauen Überriesen oder Gelben Hyperriesen hat
- Diese Unterart der Gamma Ray Bursts findet in einer Umgebung mit sehr geringer Gasdichte statt. Dadurch würde der Jet über einen langen Zeitraum abgebremst und die Strahlung könnte länger emittiert werden. Allerdings zeigen bisher alle potentielle Vorläufersterne des Kollapsar-Modells einen erheblichen Sternwind vor ihrer Supernovaexplosion.
- Im Rahmen des Kollapsar-Modells kommt es zu einem Rückfall von Materie in die zentrale Maschine des Gamma Ray Bursts, wodurch diese über einen längeren Zeitraum den Jet aufrechterhalten kann.
- Die ultralangen Gamma Ray Bursts werden von den seltenen superleuchtkräftigen Supernovae ausgelöst. Die superleuchtkräftigen Supernovae emittieren zehnmal so viel Energie im Bereich der elektromagnetischen Strahlung wie die Hypernovae.

## Beispiele
- GRB 130925A
- GRB 121027A
- GRB 111209A
- GRB 101225A